# Friidrott vid panamerikanska spelen 1999

Tävlingarna i friidrott vid panamerikanska spelen 1999 genomfördes i  Winnipeg, Kanada  23 juli – 8 augusti.

Två nya grenar introducerades för kvinnliga tävlande – stavhopp och släggkastning. Dessutom ersatte gång 20 km landsväg den tidigare grenen gång 10 000 meter bana.

## Dopingfall
- Javier Sotomayor, Kuba befanns ha intagit den otillåtna substansen kokain och fråntogs segern i höjdhopp.
- Juana Arrendel, Dominikanska republiken befanns ha intagit den otillåtna substansen stanozolol och fråntogs segern i höjdhopp.

## Resultat

### Herrar
100 meter

1  Bernard Williams,  USA,  10,08

2  Freddy Mayola,  Kuba,  10,10

3  Claudinei da Silva,  Brasilien,  10,13

200 meter

1  Claudinei da Silva Brasilien,  20,30 

2  Curtis Perry,  USA,  20,58

3  Sebastián Keitel,  Chile,  20,82

400 meter

1  Greg Haughton,  Jamaica,  44,59

2  Danny McCray,  USA, 44,83

3  Alejandro Cárdenas,  Mexiko,  44,92

800 meter

1  Johnny Gray,  USA, 1.45,38

2  Norberto Téllez,  Kuba,  1.45,40

3  Zach Whitmarsh,  Kanada,  1.45,94

1 500 meter

1  Graham Hood,  Kanada,  3.41,20

2  Michael Stember,  USA,  3.41,96

3  Hudson de Souza,  Brasilien,  3.42,18

5 000 meter

1  José David Galván,  Mexiko,  13.42,04

2  Elenilson da Silva,  Brasilien,  13.43,13

3  Jeff Schiebler,  Kanada, 13.43,66

10 000 meter

1  Elenilson da Silva,  Brasilien,  28.43,50

2  José David Galván,  Mexiko,  28.44,03

3  Pete Julian,  USA,  28.44,55

Maraton

1  Vanderlei de Lima,  Brasilien,  2:17.20

2  Rubén Maza,  Venezuela,  2:19.56

3  Éder Fialho,  Brasilien,  2:20.09

3 000 meter hinder

1  Joël Bourgeois,   Kanada,  8.35,03

2  Francis O'Neill,  USA,  8.35,73

3  Jean-Nicolas Duval,  Kanada,  8.39,52

110 meter häck

1  Anier García,  Kuba,  13,17 CR

2  Yoel Hernández,  Kuba, 13,24

3  Eugene Swift,  USA,  13,41

400 meter häck

1  Eronilde de Araújo,  Brasilien,  48,23 CR

2  Eric Thomas,  USA,  48,40

3  Torrance Zellner,  USA,  48,45

Gång 20 km

1  Bernardo Segura,  Mexiko,  1:20.17

2  Daniel García,  Mexiko,  1:20.28

3  Jefferson Pérez,  Ecuador,  1:20.46

Gång 50 km

1  Joel Sánchez,  Mexiko,  4:06.31

2  Carlos Mercenario,  Mexiko,  4:09.48

3  Philip Dunn,  USA, 4:13.45

4 x 100 meter

1   Brasilien,  ( Édson Ribeiro, Raphael de Oliveira, André Domingos da Silva, Claudinei da Silva) , 38,18

2   Kanada, ( Glenroy Gilbert, Trevino Betty, Donovan Bailey, Brad McCuaig), 38,49

3    Jamaica,  ( Patrick Jarrett,  Dwight Thomas, Garth Robinson, Christopher Williams), 38,82

4 x 400 meter 

1  Jamaica,  ( Davian Clarke, Michael McDonald, Danny McFarlane , Gregory Haughton), 2.57,97 CR

2  Brasilien,  ( Sanderlei Parrela,  Claudinei da Silva,  Eronilde de Araujo, Anderson dos Santos), 2.58,56

3  USA, ( Deon Minor, Torrance Zellner, Alvin Harrison, Danny McCray), 3.00,94

Höjdhopp 

1 Kwaku Boateng,  Kanada, 2,25

1 Mark Boswell,  Kanada, 2,25

(eftersom Javier Sotomayor, Kuba först erhöll segern gjordes ingen omhoppning mellan de delade tvåorna varigenom man fick delad seger) 

3 Charles Clinger,  USA,  2,25

Stavhopp

1  Pat Manson,  USA,  5,60

2  Scott Hennig,  USA,  5,55

3  Jason Pearce,  Kanada,  5,30

Längdhopp

1  Iván Pedroso,  Kuba,  8,52

2  Kareem Streete-Thompson,  Caymanöarna,  8,12

3  Luis Meliz,  Kuba,  8,06

Tresteg

1  Yoelbi Quesada,  Kuba,  17,19

2  LaMark Carter,  USA,  17,09

3  Michael Calvo,  Kuba,  17,03

Kula

1  Brad Mears,  USA,  19,93

2  Jamie Beyer,  USA,  18,95

3  Brad Snyder,  Kanada,  18,74

Diskus

1  Anthony Washington,  USA,  64,25

2  Alexis Elizalde, Kuba,  61,99

3  Jason Tunks,  Kanada,  61,75

Slägga

1  Lance Deal,  USA,  79,61 CR

2  Kevin McMahon,  USA,  73,41

3  Juan Cerra,  Argentina, 70,68

Spjut

1  Emeterio González,  Kuba,  77,46

2  Máximo Rigondeaux,  Kuba, 76,24

3  Tom Petranoff,  USA,  75,95

Tiokamp

1  Chris Huffins,  USA,  8 170 CR

2  Dan Steele,  USA,  8 070 

3  Raúl Duany,  Kuba,  7 730 

### Damer
100 meter

1  Chandra Sturrup,  Bahamas,  11,10

2  Angela Williams,  USA,  11,16
 
3  Peta-Gaye Dowdie,  Jamaica,  11,20

200 meter

1  Debbie Ferguson,  Bahamas,  22,83

2  Lucimar de Moura,  Brasilien,  23,03

3  Felipa Palacios,  Colombia, 23,05

400 meter

1  Ana Guevara,  Mexiko,  50,91

2  Michelle Collins,  USA,  51,21

3  Claudine Williams,  Jamaica,  51,58

800 meter

1  Letitia Vriesde,  Surinam, 1.59,95

2  Zulia Calatayud,  Kuba,  2.00,67

3  Meredith Valmon,  USA, 2.01,51

1 500 meter

1  Marla Runyan,  USA,  4.16,86

2  Leah Pells,  Kanada,  4.16,86

3  Stephanie Best,  USA,  4.18,44

5 000 meter

1  Adriana Fernández, Mexiko,  15.56,57

2  Bertha Sánchez,  Mexiko,  15.59,04

3  Blake Phillips,  USA,  15.59,77

10 000 meter

1  Nora Rocha,  Mexiko,  32.56,51

2  Stella Castro,  Colombia,  33.05,97 NR

3  Tina Connelly,  Kanada,  33.27,87

Maraton

1  Erika Olivera,  Chile,  2:37.41 CR

2  Iglandini González,  Colombia,  2:40.06

3  Viviany de Oliveira,  Brasilien,  2:40.55

100 meter häck

1  Aliuska López,  Kuba,  12,76 CR

2  Maurren Maggi,  Brasilien,  12,86

3  Miesha McKelvy,  USA,  12,91

400 meter häck

1  Daimí Pernía,  Kuba,  53,44 CR

2  Andrea Blackett,  Barbados,  53,98

3  Michelle Johnson,  USA,  54,22

Gång 20 km

1  Graciela Mendoza,  Mexiko,  1:34.19

2  Rosario Sánchez,  Mexiko,  1:34.46

3  Michelle Rohl,  USA,  1:35.22

4 x 100 meter

1   Jamaica,  ( Peta-Gaye Dowdie, Beverly Grant, Kerry-Ann Richards, Aleen Bailey), 42,62

2   USA, (Angela Williams, Shelia Burrell,  Torri Edwards, Passion Richardson), 43, 27

3   Kuba,  (Miladis Lazo, Mercedes Carnesolta, Virgen Benavides, Idalia Hechavarría),  43,52

4 x 400 meter

1   Kuba,  (Zulia Calatayud , Julia Duporty, Idalmis Bonne, Daimí Pernía), 3.26,70

2   USA, (Andrea Anderson, Shanelle Porter, Michelle Collins, Yulanda Nelson),   3.27,50 
 
3   Barbados, (Andrea Blackett, Tanya Oxley, Joanne Durant, Melissa Straker),   3.30,72

Höjdhopp

1  Solange Witteveen,  Argentina,  1,88

2  Luciane Dambacher,   Brasilien,  1,85

3  Nicole Forrester,  Kanada,  1,85

Stavhopp

1  Alejandra García,  Argentina,  4,30

2  Kellie Suttle,  USA,  4,25

3  Déborah Gyurcsek ,  Uruguay,  4,15

Längdhopp

1  Maurren Maggi,  Brasilien,  6,59

2  Angie Brown,  USA,  6,51

3  Elva Goulbourne,  Jamaica, 6,41

Tresteg

1  Yamilé Aldama,  Kuba,  14,77 CR

2  Suzette Lee,  Jamaica,  14,09

3  Magdelín Martínez,  Kuba,  13,98

Kula

1  Connie Price-Smith,  USA,  19,06

2  Yumileidi Cumbá,  Kuba,  18,67

3  Teri Tunks,  USA,  18,03

Diskus

1  Aretha Hill,  USA,  59,06

2  Kris Kuehl,   USA,  57,21

3  Ana Elys Fernández,  Kuba,  56,32

Slägga

1  Dawn Ellerbe,  USA,  65,36

2  Yipsi Moreno,  Kuba,  63,03

3  Caroline Wittrin,  Kanada,  61,28

Spjut

1  Osleidys Menéndez,  Kuba,  65,85

2  Xiomara Rivero,  Kuba,  62,46

3  Laverne Eve,  Bahamas,  61,24
 
Sjukamp

1  Magalys García,   Kuba, 6 290 CR

2  Shelia Burrell,  USA,  6 244 

3  Nicole Haynes,  USA,  6 000